# Yuri Malishev
Yuri Vasilievich Malishev (Nikoláyevsk, 27 de agosto de 1941-Ciudad de las Estrellas, 8 de noviembre de 1999) fue un cosmonauta soviético que formó parte de las misiones Soyuz T-2, Soyuz T-11 y Soyuz T-10.

## Carrera
Malishev se graduó en la Academia Superior de la Fuerza Aérea de Chuguyev en 1963 y luego en la Academia Militar Yuri Gagarin en 1977.
Fue seleccionado como cosmonauta en mayo de 1967, entrenándose hasta agosto de 1969 y participando en las misiones Soyuz T-2, Soyuz T-11 y Soyuz T-10. Pasó un total de 11,83 días en el espacio.